# Jan Popiel (zm. 1729)
Jan Popiel  herbu Sulima (zm. w 1729 roku) – łowczy sandomierski w 1710 roku, pułkownik husraii w 1710 roku, pułkonik Jego Królewskiej Mości w 1710 roku.
Jako poseł województwa sandomierskiego był uczestnikiem Walnej Rady Warszawskiej 1710 roku.